# La Chasse au lion (film)
Pour les articles homonymes, voir La Chasse au lion.
Pour plus de détails, voir Fiche technique et Distribution.
La Chasse au lion (Løvejagten) est un film danois muet réalisé par Viggo Larsen, sorti en 1907.

## Synopsis
Reconstitution d'une chasse aux lions en Afrique.

## Fiche technique
- Titre : La Chasse au lion
- Titre original : Løvejagten
- Réalisation : Viggo Larsen
- Scénario : Arnold Richard Nielsen
- Photographie : Axel Graatkjær
- Production : Ole Olsen
- Société de production : Nordisk Film
- Pays :  Danemark
- Genre : Drame et aventure
- Durée : 10 minutes
- Dates de sortie : 
  -  Danemark : 1907

## Distribution
- Viggo Larsen : un chasseur de lion
- Knud Lumbye : un chasseur de lion
- Axel Graatkjær (Axel Sørensen)
- William Thomsen : un porteur noir

## Production
Le film a été tourné dans la banlieue de Copenhague. Les lions auraient été réellement tués. Ceux ci ont été achetés par la Nordisk au Zoo de Hambourg. La société locale de défense des animaux se plaignit auprès du Ministère de la Justice. Malgré l'interdiction du film, le tournage continua. Axel Graatkjaer, le directeur de la photographie, passa un jour en prison. Ole Olsen fit finalement passer le film illégalement en Suède. Il ne sortira au Danemark qu'en 1908, après l'abandon des poursuites pour cruauté animale.